# Maitrī
Pour la base scientifique interdisciplinaire indienne en Antarctique, voir Base antarctique Maitri.
Maitrī est un terme  sanskrit (mettā en pāli) signifiant « bienveillance, amitié », mais aussi « amour », ou plus précisément « amour bienveillant ». Ce sentiment ne s'attache pas à des cas particuliers mais s'ouvre à un amour ou une amitié universels. C'est une notion importante du bouddhisme, mais aussi du jaïnisme et le raja yoga de Patanjali. La traduction par bienveillance pointe le fait qu'il s'agit d'un amour inconditionnel et sans attachement, ce que le terme amour, avec ses connotations et acceptions, ne montre pas nécessairement. Maitrī dans le bouddhisme ne désigne en effet pas l'amour passionnel, ni l'amour conjugal qui impliquent des liens d'attachement très forts, alors que l'amour bienveillant du Bouddha implique le détachement et une certaine sérénité dégagée des passions et de l'agitation émotionnelle.  

## Bouddha
Ce n'est pas que le Bouddha méprise les relations amoureuses entre personnes ; au contraire on le voit donner des conseils à des laïcs qui s'adressent à lui en ces termes :  

« Bienheureux, nous en tant que laïcs, nous demeurons dans les plaisirs sensuels, nous vivons au milieu des problèmes de lits et d'enfants, nous utilisons le santal venant de Kâsi, nous portons des guirlandes et nous utilisons des parfums et des onguents, nous gagnons et dépensons l'argent. Pour nous qui sommes de tels gens, que le Bienheureux enseigne une doctrine par laquelle nous, laïcs, puissions atteindre le bien-être et le bonheur dans cette vie même et au-delà de cette vie présente »

L'amour entre deux êtres ou l'amour filial envers sa famille est donc tout à fait respectable pour le Bouddha,  mais il est considérablement limité par rapport à maitrī, en ce que l'amour conjugal ou l'amour familial ainsi qu'amical s'adressent à quelques êtres au plus, alors que maitrī, l'amour bienveillant s'adresse à l'infinité des êtres dans l'univers. Son objet est donc infiniment plus vaste. 
L'amour lié aux passions suscite parfois des émotions négatives telles que  colère ou la jalousie qui font énormément de mal. Par ailleurs, il attache l'individu à une vie de famille et de travail comme on le voit dans l'interpellation du laïc au Bouddha : le laïc doit nourrir sa famille et pour cela rentrer dans tous les aspects de la vie sociale et donc se détourner d'une vie purement contemplative. Pour toutes ces raisons, l'amour bienveillant dépasse l'amour conjugal ou l'amour filial. 
Cela dit, ces deux formes ne s'opposent pas non plus : on peut très bien éprouver de l'amour pour ses enfants, ses parents, son conjoint ou sa conjointe ainsi que pour ses amis, tout en cultivant maitrī, la bienveillance incommensurable pour tous les êtres. Qui plus est, dans les textes, maitrī (ou metta en pâli) prend sa source en se comparant à l'amour maternel. Ainsi dans le Metta Sutta, il est dit :  « Ainsi qu'une mère surveille et protège son unique enfant au péril de sa vie, ainsi doit-on chérir tout être vivant avec un esprit sans limite. » On part de l'amour d'une mère pour son jeune enfant et on essaye de l'étendre à tous les être, sans partialité. Dans l'idée de maitrī, il s'agit de dépasser les particularismes et les limitations et d'étendre cette chaleur humaine à l'ensemble des êtres.  
- Maitrī / mettā est l'une des quatre incommensurables.
- Maitrī est définie comme le souhait bienveillant que tous lks êtres connaissent le bonheur et qu'ils connaissent également les causes du bonheur (pour que ce bonheur perdure et se propage à toutes les circonstances de la vie)[7]. En ce sens, maitrīest intrinsèquement lié à Karuna, la compassion qui est définie comme le souhait que tous les êtres soient libérés de la souffrance et des causes de la souffrance. maitrī et Karuna sont un peu comme les deux faces d'une même pièce.
- Mettā est aussi une des dix pāramīs, perfections de vertu ; c'est l'antidote de la colère et de la haine. Elle n'est pas recensée parmi les six pāramitās.
- Mettā est l'un des quarante objets permettant, dans le bouddhisme Theravāda, la pratique de la concentration (voir ce lien pour une présentation de ces quarante objets). Cette pratique a pour but de développer la concentration mais aussi un amour désintéressé envers tous les êtres vivants.

Mettā bhāvanā signifie développement de la bienveillance. Cette forme de méditation est aussi employée en fin de retraite de méditation afin de partager le mérite obtenu avec d'autres êtres (dédicace des mérites).  